# Hans Andersson
Hans Andersson (1946) is een Nederlands bestuurder en organisatieadviseur. Hij was onder meer omroepvoorzitter.

## Leven en werk
Andersson richtte in 1982, samen met John Elffers en Peter Felix, het adviesbureau AEF (Andersson Elffers Felix) op. Hij richtte zich in zijn advieswerk onder meer op de problematiek van de grote steden, in opdracht van de ministeries van Justitie en van Binnenlandse Zaken en van de gemeentebesturen van Amsterdam, Rotterdam en Utrecht. Ook was hij projectleider bij de invoering van de Nieuwe Vreemdelingenwet. Daarnaast adviseerde hij organisaties op het gebied van de volkshuisvesting, de gezondheidszorg, de cultuur en de omroep. Bij AEF werden medewerkers aangetrokken als de latere minister Roger van Boxtel en de oud-wethouder van Amsterdam Walter Etty. In 2006 verliet Andersson het adviesbureau en ging hij weer als zelfstandig adviseur verder. Andersson verrichtte onder meer een haalbaarheidsonderzoek naar het Muziekgebouw aan 't IJ. In april 2011 werd hij benoemd tot interim-voorzitter van de VARA, na het vertrek van Cees Korvinus als voorzitter van deze omroep. In november 2011 volgde de definitieve benoeming tot voorzitter van de VARA. Deze functie vervulde hij tot eind 2013.
Andersson vervulde en vervult diverse bestuurlijke en toezichthoudende functies, zoals:
- voorzitter van de raad van commissarissen van de woningcorporaties De Alliantie, in Amsterdam, Almere, Amersfoort en het Gooi
- vicevoorzitter van het Stedelijk Museum te Amsterdam
- voorzitter van het Nederlands Architectuurinstituut in Rotterdam
- voorzitter van het Theater Instituut Nederland in Amsterdam
- voorzitter van het Muziekpaleis in Utrecht
- voorzitter van het Zuidelijk Toneel/Hollandia
- voorzitter van de Parade

Levinus van Looi (1925-1926) · Christiaan van Doorn (1926-1927) · Simon van der Woude (1927-1930) · Arend de Vries (1930-1946) · Klaas de Jonge (wnd, 1946-1949) · Jaap Burger (1949-1966) · Jan Broeksz (1967-1970) · André Kloos (1970-1980) · Albert van den Heuvel (1980-1985) · Marcel van Dam (1986-1995) · Vera Keur (1995-2009) · Cees Korvinus (2009-2011) · Hans Andersson (2011-2013)